# Alliance (E-Sport-Team)
Alliance ist ein europäisches E-Sport-Team. Es wurde im April 2013 gegründet und ist derzeit in den Disziplinen Trackmania, Valorant, Dota 2, Hearthstone, Quake und Super Smash Bros. aktiv. Zuvor hatte das Team auch ein League-of-Legends-Team und zwei StarCraft-2-Spieler unter Vertrag.
Besondere Bekanntheit erlangte das Team durch den Sieg beim International 2013 in Dota 2, dem mit über 2,8 Millionen Dollar zum damaligen Zeitpunkt höchstdotierten E-Sport-Turnier aller Zeiten.

## Geschichte
Alliance wurde im April 2013 als Organisation gegründet und bestand zunächst nur aus dem Dota-2-Team sowie dem StarCraft-2-Spieler Johan „NaNiwa“ Lucchesi. NaNiwa galt zu dieser Zeit einer der besten nicht-koreanischen StarCraft II-Spieler der Welt.
Das Dota-2-Team spielte zuvor bereits einige Zeit in gleicher Besetzung unter dem Namen No Tidehunter. Das Team gewann in der Folge mehrere Turniere, darunter das International 2013 und somit den Hauptpreis von 1,4 Millionen Dollar. In einem knappen Finale bezwang Alliance das ukrainische Team Natus Vincere mit 3:2.
Im Laufe des Jahres 2013 bestätigten sich Gerüchte, dass es sich bei Alliance um einen europäischen Ableger der E-Sport-Organisation Evil Geniuses handelt.
Im Dezember 2013 wurde bekannt gegeben, dass das League of Legends Team von Evil Geniuses, das bis dahin in der europäischen League Championship Series (LCS) spielte, nach Nordamerika wechselt und Alliance den Platz von EG in Europa übernimmt. Vom ehemaligen EG-Lineup, das zuvor bereits circa zwei Jahre zusammenspielte wechselten nur die Spieler Wickd und Froggen zu Alliance um weiterhin in Europa zu spielen, während die Spieler Snoopeh, Yellowpete und Krepo bei EG blieben und nach Nordamerika wechselten. Im Season 4 Spring Split der LCS gelang dem neuformierten Alliance-Team auf Anhieb der vierte Platz. Im darauffolgenden Season 4 Summer Split erreichte Alliance den ersten Platz und qualifizierte sich für die 2014 World Championship.
Im März 2014 wurde der StarCraft-2-Spieler NaNiwa in Folge von unprofessionellem Verhalten während des Intel Extreme Masters Finals in Katowice entlassen.
Das League-of-Legends-Team musste sich im Zuge der 2015 eingeführten Sale of Sponsorships Rule der LCS umbenennen und spielte von Januar 2015 bis Mai 2016 unter dem neuen Namen Elements.

## Aktuelle Spieler
(Stand: 23. Juli 2017)

### Dota 2

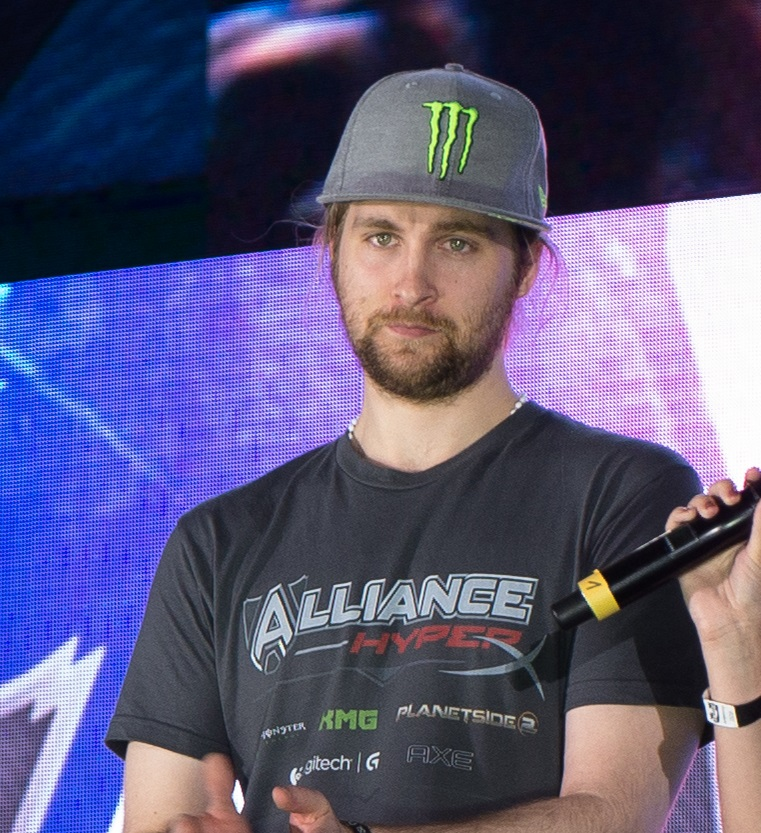
Jonathan „Loda“ Berg (2014)

| aktiv - Nikolay „Nikobaby“ Nikolov - Linus „Limmp“ Blomdin - Gustaf „s4“ Magnusson - Artiom „fng“ Barshack - Simon „Handsken“ Haag | ehemalige - Henrik „AdmiralBulldog“ Ahnberg - Joakim „Akke“ Akterhall - Jonathan „Loda“ Berg |

### Hearthstone
- Jon „Orange“ Westberg
- Sebastian „Ostkaka“ Engwall
- Harald „Powder“ Gimre

### Quake
- Dan „BusdriverX“ Brown
- Kevin „strenx“ Baéza
- Krzysztof „Syndrom“ Gil
- Sebastian „Spart1e“ Siira

### Super Smash Bros
- Adam „Armada“ Lindgren
- Andreas „Android“ Lindgren

### Trackmania
- Tim „Spammiej“ Lunenburg
- Jur „Sinasappel“ Kroeze

### Valorant
- Enzo „Fearoth“ Mestari
- Thomas „kAdavra“ Johner
- Tautvydas „hype“ Paldavicius
- Niels „LuckeRRR“ Jasiek

## Wichtige ehemalige Spieler
- Martin „Rekkles“ Larsson (League of Legends, AD Carry, Nov. 2014–Jan. 2015)
- Patrick „Nyph“ Funke (League of Legends, Support, Dez. 2013–Jan. 2015)
- Johan „NaNiwa“ Lucchesi (StarCraft 2, Protoss, Apr. 2013–Mai 2014)
- Rickard „SortOf“ Bergman (StarCraft 2, Zerg, Juni 2013–Juli 2014)

## Erfolge (Auszug)

### Dota 2
| Datum     | Platz   | Turnier                                      | Preisgeld     |
| --------- | ------- | -------------------------------------------- | ------------- |
| Aug. 2013 | 1.      | DreamHack Summer                             | 0140.000 SEK  |
| Sep. 2013 | 1.      | Star Ladder Star Series Season 6             | 012.000 $     |
| Aug. 2013 | 1.      | The International                            | 1.437.190 $   |
| Sep. 2013 | 2.      | Star Ladder Star Series Season 7             | 06.000 $      |
| Dez. 2013 | 1.      | Fragbite Masters                             | 0100.000 SEK  |
| Jan. 2014 | 2.      | Star Ladder Star Series Season 8             | 031.000 $     |
| Apr. 2014 | 5.–6.   | Star Ladder Star Series Season 9             | 07.580 $      |
| Apr. 2014 | 1.      | DreamHack Bukarest                           | 015.316 $     |
| Jun. 2014 | 1.      | ASUS ROG DreamLeague (DreamHack Summer)      | 073.032 $     |
| Aug. 2014 | 11.–12. | The International                            | 038.259 $     |
| Okt. 2014 | 3.      | World Cyber Arena 2014                       | 0250.000 CN¥  |
| Juni 2015 | 2.      | joinDOTA MLG Pro League Season 2             | 041.812 $     |
| Nov. 2015 | 9.–12.  | Frankfurt Major 2015                         | 045.000 $     |
| Dez. 2015 | 1.      | World Cyber Arena 2015                       | 2.400.000 CN¥ |
| Jan. 2016 | 1.      | SL Star Series Season 13 & i-League Season 4 | 0120.000 $    |
| Aug. 2016 | 9.–12.  | The International                            | 0311.557 $    |
| Jan. 2017 | 3.      | WESG 2017                                    | 0200.000 $    |

### League of Legends
| Datum     | Platz  | Turnier                        | Preisgeld |
| --------- | ------ | ------------------------------ | --------- |
| Apr. 2014 | 4.     | LCS - Season 4 Spring Playoffs | 10.000 $  |
| Aug. 2014 | 1.     | LCS - Season 4 Summer Playoffs | 50.000 $  |
| Sep. 2014 | 9.–11. | 2014 World Championship        | 45.000 $  |
| Dez. 2014 | 3./4.  | IEM Season IX - San Jose       | 05.000 $  |

### StarCraft 2

#### Johan „NaNiwa“ Lucchesi
| Datum     | Platz | Turnier                                | Preisgeld               |
| --------- | ----- | -------------------------------------- | ----------------------- |
| Apr. 2013 | 2.    | DreamHack Stockholm                    | 035.000 SEK             |
| Jun. 2013 | 1.    | E-Sport SM Championship                | 075.000 SEK             |
| Aug. 2013 | 5.–6. | WCS Europe Season 2                    | 03.500 $                |
| Aug. 2013 | 5.–8. | WCS Global Finals Season 2             | 07.500 $                |
| Okt. 2013 | 2.    | IEM Season VIII New York               | 04.000 $                |
| Dez. 2013 | 1.    | Svenska E-sportcupen                   | 130.000 SEK             |
| Dez. 2013 | 1.    | Bitcoin Showmatch: NaNiwa vs. Scarlett | 11,2 Bitcoin (~9.000 $) |

#### Rickard „SortOf“ Bergman
| Datum     | Platz | Turnier                 | Preisgeld  |
| --------- | ----- | ----------------------- | ---------- |
| Jun. 2013 | 3.–4. | E-Sport SM Championship | 15.000 SEK |